# Grand Galop Chromatique
Il Grand Galop Chromatique, S. 219, composto nel 1838, è un brano per pianoforte solo del compositore ungherese Franz Liszt. È sicuramente uno dei brani di Liszt che riscossero il maggior successo durante i suoi tour europei dato il virtuosismo che richiede questo pezzo. Liszt non è il solo ad aver composto un "galop". Johann Strauss padre, Josef Lanner e Franz Schubert ne composero alcuni. Il  galop  era una danza popolare molto rapida in cui i partner erano uniti in una linea di danza circolare in cui saltavano come a imitare un cavallo al galoppo. Il "galop" fu particolarmente popolare a Vienna durante la prima metà del XIX secolo.
Il Grand galop chromatique, dedicato a Rudolph de Apponyi, fu pubblicato nel 1838 in una versione per piano solo, ma anche per due pianoforti, quest'ultimo come S.616. Esiste anche una versione semplificata per solo pianoforte. L'idea di Liszt di utilizzare dei passaggi cromatici per aumentare l'effetto del virtuosismo è molto intelligente e ci dà un esempio di come la sua ispirazione in quel momento fosse dettata dall'istinto e dall'esperienza. L'impressionante Grand galop chromatique era il cavallo di battaglia di Liszt e aveva sul pubblico un effetto enorme, ipnotizzante.
Tra i pianisti del XX secolo, Georges Cziffra ha ottenuto un grande successo tra il pubblico con questo pezzo. Nelle sue registrazioni del "Gran Galop chromatique", il virtuosismo è probabilmente simile a quello di Liszt nel suo tempo.